# Samita (jezioro)
Samita – jezioro w woj. wielkopolskim, w powiecie szamotulskim, w gminie Wronki, leżące na terenie Kotliny Gorzowskiej.

## Dane morfometryczne
Powierzchnia zwierciadła wody według różnych źródeł wynosi od 7,5 ha do 13,37 ha (lustra wody) lub 15,37 ha (ogólna).
Zwierciadło wody położone jest na wysokości 42,9 m n.p.m.

## Hydronimia
Według spisu opracowanego przez Komisję Nazw Miejscowości i Obiektów Fizjograficznych (KNMiOF) i danych z państwowego rejestru nazw geograficznych nazwa tego jeziora to Samita.